# 谷口義幸
谷口 義幸（たにぐち よしゆき、1943年（昭和18年）5月6日 - 2017年（平成29年）1月8日）は、日本の政治家。宮崎県日南市長（新市制、1期）。

## 来歴
宮崎県立日南高等学校、岡山大学農学部卒業。衆議院議員公設秘書を15年つとめたのち、学生支援にとりくむ民間企業に勤務。
2004年（平成16年）、旧日南市長選挙に出馬し当選。同年7月20日に第15代旧日南市長に就任。2008年（平成20年）6月29日執行の同市長選において2期目の当選。
2009年（平成21年）3月30日、旧制の日南市が北郷町、南郷町と合併して新しい日南市が誕生する。それに伴って同年4月26日執行の日南市長選挙に出馬し、当選。
2013年（平成25年）4月14日執行の日南市長選挙に出馬するも、前宮崎県職員の崎田恭平に敗れ、落選。
2017年（平成29年）1月8日午後7時頃、日南市の自宅近くのJR日南線の踏切を渡っていたところを宮崎発志布志行きの普通列車にはねられ死去。